# 158
| 158                |
| ------------------ |
| Dødsfald - Fødsler |
|                    |

| Gregoriansk kalender | 158 CLVIII              |
| Ab urbe condita      | 911                     |
| Armensk kalender     | I/T                     |
| Kinesiske kalender   | 2854 – 2855 丁酉 – 戊戌 |
| Etiopisk kalender    | 150 – 151               |
| Jødisk kalender      | 3918 – 3919             |
| Hindukalendere       |                         |
| - Vikram Samvat      | 213 – 214               |
| - Shaka Samvat       | 80 – 81                 |
| - Kali Yuga          | 3259 – 3260             |
| Iransk kalender      | 464 BP – 463 BP         |
| Islamisk kalender    | 479 BH – 477 BH         |

Se også 158 (tal)